# Linha Itaguaí
A Linha Itaguaí: Santa Cruz ↔ Itaguaí é uma antiga linha férrea do estado do Rio de Janeiro.
No princípio do século XXI, surgiram algumas propostas para a sua reativação, mas nunca foram implementadas.

## Histórico
O ramal de Itaguaí era um resquício dos trens de passageiros de longo percurso da antiga Estrada de Ferro Central do Brasil, posteriormente incorporada pela RFFSA, que se direcionavam a Mangaratiba, cujo serviço foi extinto no início da década de 1980. Esta linha esteve ativa entre os anos de 1982 e 1990. Em 1985, houve uma suspensão temporária do funcionamento da linha, em virtude da construção da ponte férrea sobre o Canal de São Francisco, tendo sido somente reativada no ano seguinte, em julho de 1986, pela CBTU (na época, uma subsidiária da RFFSA). Em 1990, o serviço até Itaguaí foi descontinuado, apesar da grande demanda de passageiros que usufruíam dos trens movidos a diesel, já que o trecho não era eletrificado.
Em 1994, as linhas de trens metropolitanos operadas pela CBTU no estado fluminense, foram absorvidas pela Flumitrens, que ficou sob a responsabilidade de reativação da linha Itaguaí, o que acabou não ocorrendo. Em 1998, durante a privatização do sistema Flumitrens, constava no contrato que a SuperVia seria responsável pela reativação desta linha, porém esta reativação nunca ocorreu. Em 2007, a Central anunciou o interesse na reativação das linhas de Barrinha e Itaguaí.
Já a SuperVia anunciou a reinauguração da linha até 2015, o que, no entanto, não ocorreu.

## Estações
| Sigla | Estação             | Comentários                               |
| ----- | ------------------- | ----------------------------------------- |
| SCZ   | Santa Cruz          | Futura integração com a Linha Santa Cruz. |
| JOA   | João XXIII          | Em estudo.                                |
| SFO   | São Fernando        | Em estudo.                                |
| DIL   | Distrito Industrial | Em estudo.                                |
| IGI   | Itaguaí             | Em estudo.                                |